# Аллпорт (Арканзас)
Аллпорт (англ. Allport) — город, расположенный в округе Лонок (штат Арканзас, США) с населением в 127 человек по статистическим данным переписи 2000 года.

## География
По данным Бюро переписи населения США Аллпорт имеет общую площадь в 0,52 квадратных километров, водных ресурсов в черте населённого пункта не имеется.
Город Аллпорт расположен на высоте 62 метра над уровнем моря.

## Демография
По данным переписи населения 2000 года в Аллпорте проживало 127 человек, 30 семей, насчитывалось 44 домашних хозяйств и 59 жилых домов. Средняя плотность населения составляла около 254 человек на один квадратный километр. Расовый состав Аллпорта по данным переписи распределился следующим образом: 5,51 % белых, 94,49 % — чёрных или афроамериканцев.
Из 44 домашних хозяйств в 18,2 % — воспитывали детей в возрасте до 18 лет, 25,0 % представляли собой совместно проживающие супружеские пары, в 29,5 % семей женщины проживали без мужей, 31,8 % не имели семей. 31,8 % от общего числа семей на момент переписи жили самостоятельно, при этом 15,9 % составили одинокие пожилые люди в возрасте 65 лет и старше. Средний размер домашнего хозяйства составил 2,89 человек, а средний размер семьи — 3,77 человек.
Население города по возрастному диапазону по данным переписи 2000 года распределилось следующим образом: 26,8 % — жители младше 18 лет, 9,4 % — между 18 и 24 годами, 26,0 % — от 25 до 44 лет, 23,6 % — от 45 до 64 лет и 14,2 % — в возрасте 65 лет и старше. Средний возраст жителей составил 34 года. На каждые 100 женщин в Аллпорте приходилось 92,4 мужчин, при этом на каждые сто женщин 18 лет и старше приходилось 89,8 мужчин также старше 18 лет.
Средний доход на одно домашнее хозяйство в городе составил 17 500 долларов США, а средний доход на одну семью — 18 333 доллара. При этом мужчины имели средний доход в 23 125 долларов США в год против 0 долларов среднегодового дохода у женщин. Доход на душу населения в городе составил 18 685 долларов в год. Все семьи Аллпорт имели доход, превышающий уровень бедности, 32,5 % от всей численности населения находилось на момент переписи населения за чертой бедности, при этом 52,4 % из них были моложе 18 лет и 48,4 % — в возрасте 64 лет и старше.